# Damien Urcel
Damien Urcel, né le 21 mars 1997, est un coureur cycliste français, né à Capesterre-Belle-Eau en Guadeloupe.

## Biographie
Damien Urcel est issu d'une famille de cyclistes ayant évolué au plus haut niveau guadeloupéen avec son père, Freddy Urcel, champion de la Guadeloupe 1985, et son frère, Adrien Urcel, également membre de l'USC Goyave. Il débute en junior en 2015 à l'USC Goyave et remporte sa première course en 2020 avec son club. En 2021, il devient champion de la Guadeloupe sur route, puis réitère sa performance en 2022.
En 2023, il remporte le maillot à pois du meilleur grimpeur du Tour de la Guadeloupe, classé UCI et termine 13e du classement général. Il remporte également le championnat de la Caraïbe sur route cette même année.

## Palmarès
- 2019
  - 2e de la Théobald Mania Classique
- 2020
  - Théobald Mania Classique
- 2021
  - Championnat de la Guadeloupe sur route
  - Grand Prix du Nord :
    - Classement général

  - Mémorial Freddy Urcel :
    - 2e du classement général
    - 1re étape

  - 2e de la Ronde de l'ouverture à Jarry
- 2022
  - Mémorial Denis Manette
  - Mémorial Freddy Urcel :
    - Classement général
    - 1re étape

  - Championnat des Îles de Guadeloupe sur route
  - Grand Prix Shillo
  - 3e étape du Grand Prix du Conseil départemental de Guadeloupe
  - Grand Prix Cycliste des Partenaires :
    - 3e étape
    - 4e étape

  - Grand Prix RCI Guadeloupe :
    - 3e du classement général
    - 2e étape
- 2023
  -  Champion des Caraïbes sur route
  - Grand Prix de la Sécurité Routière :
    - Classement général
    - 2e étape

  - Six Jours du Crédit Agricole :
    - 3e étape tronçon b
    - 5e étape

  - 2e du Grand Prix Team Madras Cycling
  - 3e de l'Open Fred Ibalot
- 2024
  - Mémorial Freddy Urcel :
    - Classement général
    - 2e étape

  - 2e épreuve du Grand Prix du Conseil Général de Guadeloupe
  - Mémorial Rosan Saint-Germain
  - 3e étape du Grand Prix de l'USL
  - Grand Prix de l'Étincelle
  - 1re et 5e étapes du Tour de Martinique
  - 5e étape du Tour de Marie-Galante
  - 3e étape du Grand Prix de Saint-Martin
  - 2e du Grand Prix de l'USL
  - 2e du Tour de Martinique
  - 2e du Grand Prix de Saint-Martin
  - 3e du championnat de la Guadeloupe
  - 3e du Tour de Marie-Galante
- 2025
  - Critérium des Quartiers du Lamentin :
    - Classement général
    - 2e et 4e étapes

  - 1re épreuve des Six Jours du Crédit Agricole
  - Championnat de France d'Outre-Mer :
    - Classement général
    - 3e étape

  - Grand Prix de la Saint-Jean
  - 2e étape du Grand Prix de l'Étincelle
  - Tour de Martinique :
    - Classement général
    - 3e étape

  - 1re et 2e étapes du Tour de Marie-Galante
  - 2e des Six Jours du Crédit Agricole
  - 2e du Grand Prix de l'Étincelle
  - 2e du Tour de Marie-Galante